# Rus, Sălaj
Rus (în maghiară Oroszmező) este satul de reședință al comunei cu același nume din județul Sălaj, Transilvania, România.

## Așezare
Localitatea Rus este situată în partea nord-estică a județului Sălaj, pe Valea Someșului, la o distanță de 34 de kilometri de orașul Dej, 60 de kilometri de orașul Baia Mare și 70 de kilometri de orașul Zalău.

## Relieful
Relieful este variat, format din culoarul Someșului care desparte Dealurile Ciceului situate la nord, de Dealurile Șimișnei-Gârbou la sud.

Lunca Someșului este bine dezvoltată și prezintă 9 terase etajate, pe mai multe nivele. Terasa de luncă se menține cu 3-4 metri deasupra nivelului actual al râului cu lățimi variabile între 100-1000 metri, oferind condiții bune pentru agricultură. Terasele a II-a și a III-a cu 8-12 metri, respectiv 18-22 metri deasupra Someșului, sunt prezente pe ambele părți ale râului și au permis dezvoltarea timpurie a așezărilor omenești: Raffa, localitate azi disparută pe dreapta, Rus și Buzaș pe stânga. Agenții externi și-au pus amprenta asupra reliefului, îndeosebi în regiunile mai înalte construind fenomene carstice, cele mai reprezentative găsindu-se pe Dealul Runcului, aflat la ieșirea din Rus spre Buzaș. Peșterile de la Stânii Buzașului sunt două grote în lungime de 7-8 metri, adânci de 5 metri și înalte de 3-4 metri, legate între ele de un drum, care pare dăltuit în stâncă de mâna omului. Alte 4 sau 6 peșteri se află mai sus pe Pârâul Runcului. Toponimele precum "căldăruța lui Pintea" sau "Bumbul Podului" evocă numele haiducului Grigore Pintea cunoscut în popor ca Pintea Viteazul.

Clima este temperat-continentală moderată cu o temperatură medie anuală de 8-10 grade C și o cantitate medie de precipitații de 700mm anual. 

Rețeaua hidrologică este variată, cu bogate pânze freatice, izvoare, numeroase pâraie care se varsă în Someș, cele mai importante pâraie sunt: Valea Șimișna, care limitează teritoriul comunei la est și Valea Iepii ce traversează satul Rus prin centru, pe cursul ei superior aflându-se satul Fântânele-Rus. 

Diversitatea vegetației este dată de întinsele suprafețe cu pădure de foioase, pășuni, fânețe naturale, vegetație de luncă precum și plantațiile de conifere. Fauna este specifică zonei pădurilor de foioase: căprioare, mistreți, iepuri, păsari cântătoare, pești în apele curgătoare și bălți. O bogăție însemnată o reprezintă varietatea ciupercilor, ce împânzesc covorul de frunze, în verile și toamnele ploioase.

## Istoric
Prima atestare documentară a satului datează din anul 1325 sub numele de Symisne. Descoperirile arheologice (fragmente ceramice, unelte din piatră, aramă și bronz) demonstrează o locuire mai veche a așezării. În epoca romană acest teritoriu făcea parte din zona sistemului de apărare romane a provinciei Dacia, în sectorul dintre castrele Tihău și Cășeiu, în zona defensivă contra dacilor liberi, care trăiau la nord de Someș.
În jurul anului 1350 familia Bánffy a colonizat aici populație slavă (rusini), de la care provine și numele așezării. În anul 1366 localitatea este atestată sub denumirea actuală, scrisă în forma Wruzmezeu (Oruzmezeu), Câmpul Rusului. În 1388 apare sub forma  Oruzmezeu.
A făcut parte din plasa Ileanda în cadrul comitatului Solnocul Interior, iar apoi, în perioada interbelică, în cadrul județului Someș.

## Elemente și obiective de interes turistic
- Peșterile de la Stânii Buzașului și de pe Pârâul Runcului.
- Mănăstirea Sfânta Maria, construită începând din 1997 prin strădania preotului Grigore Man și a Maicii Starețe Maria Terhes, în partea de hotar numită Răfeni, pe una din terasele din dreapta Someșului, cu acces din șoseaua națională.
- Monumentul Eroilor ridicat în curtea Bisericii Ortodoxe în amintirea celor 51 de eroi căzuți în primul război mondial și restaurat în anul 2005 din inițiativa Asociației Femeilor din Rus, în parteneriat cu Consiliul Local și Primăria Rus.